# Judaísmo antiguo
Judaísmo antiguo (en alemán: Das antike Judentum), es un ensayo escrito por el economista y sociólogo alemán Max Weber a principios del siglo XX. La edición original apareció en los números de 1917-1919 de la   Archiv für Sozialwissenschaft und Sozialpolitik . Marianne Weber, su esposa, publicó los ensayos como la tercera parte de su "Gesammelte Aufsatze zur Religionssoziologie" en 1920-1921. Se hizo una traducción en inglés en 1952 y desde entonces se publicaron varias ediciones.
Fue su cuarto y último trabajo importante sobre la sociología de la religión, después de  La ética protestante y el espíritu del capitalismo ,  La religión de China: confucianismo y taoísmo  y  La religión de la India: la sociología del hinduismo y el budismo . En este trabajo intenta explicar los factores que fueron responsables de las primeras diferencias entre oriente y occidente en religiosidad. Es especialmente visible cuando el misticismo desarrollado por el cristianismo occidental se compara con el ascetismo que floreció dentro de las religiones indias tradiciones de la India. La muerte prematura de Weber en 1920 le impidió seguir el "judaísmo antiguo" con su análisis planificado de los Salmos, el Libro de Job, Judaísmo rabínico, cristianismo primitivo e Islam.
Weber escribió esto:

Cualquiera que sea heredero de las tradiciones de la civilización europea moderna abordará los problemas de la historia universal con una serie de preguntas que le parecen inevitables y legítimas. Estas preguntas girarán en torno a la combinación de circunstancias que ha provocado los fenómenos culturales que son exclusivamente occidentales y que tienen al mismo tiempo (...) un significado cultural universal.

Weber señala que el judaísmo no solo  engendró el cristianismo  y el  Islam, sino que fue crucial para el surgimiento del mundo occidental moderno, ya que su influencia fue importante como la del mundo helenístico y las civilizaciones grecorromanas.

## Tipos de ascetismo y el significado del judaísmo antiguo
Weber señaló que algunos aspectos del cristianismo buscaban conquistar y cambiar el mundo, en lugar de retirarse de sus imperfecciones. Este carácter distintivo fundamental del cristianismo (en comparación con las religiones orientales) proviene originalmente de la antigua  profecía judía. Weber declaró sus razones para investigar el judaísmo antiguo:

Para el judío (...) se concibió el orden social del mundo como opuesto al prometido para el futuro, pero en el futuro iba a ser revertido para que los judíos pudieran volver a ser dominantes. El mundo no fue concebido ni eterno ni inmutable, sino más bien creado. Su estructura actual fue producto de las acciones del hombre, sobre todo las de los judíos, y de la reacción de Dios hacia ellas. Por tanto, el mundo fue un producto histórico diseñado para dar paso al orden verdaderamente ordenado por Dios ”[...] Existía además una ética religiosa de conducta social altamente racional; estaba libre de magia y toda forma de búsqueda irracional de salvación; interiormente eran mundos separados del camino de salvación ofrecido por las religiones asiáticas. En gran medida, esta ética todavía subyace en la ética contemporánea de Oriente Medio y Europa. El interés histórico mundial por los judíos se basa en este hecho. [...] Por lo tanto, al considerar las condiciones de la evolución de los judíos, nos encontramos en un punto de inflexión de todo el desarrollo cultural de Occidente y Oriente Medio.

## Historia y organización social del antiguo Israel
Weber analizó la interacción entre los beduinos, las ciudades, los pastores y los campesinos, los conflictos entre ellos y el ascenso y caída del  Monarquía Unida de Israel y Judá. El breve tiempo de la Monarquía Unida dividió el período de  confederación desde el  Éxodo y el asentamiento de los Israelitas en Canaán desde el período de declive político que siguió en la  división de la monarquía. Weber analiza la organización de la confederación temprana, las cualidades únicas de las relaciones israelitas con el  Dios de Israel, la influencia de cultos extranjeros, tipos de éxtasis religioso y la lucha de los sacerdotes contra el éxtasis y la adoración de ídolos. Posteriormente describe los tiempos de la División de la Monarquía, aspectos sociales de la profecía bíblica, orientación social de los profetas, demagogos y panfletistas  y la política, ética y teodicidad de los profetas.
Esos períodos fueron importantes para la historia religiosa, ya que las doctrinas básicas del judaísmo que dejaron su huella en la civilización occidental surgieron durante esos tiempos.
Reinhard Bendix resumiendo el trabajo de Weber escribe:

...Libres de especulaciones mágicas y esotéricas, consagrados al estudio de la ley, vigilantes en el esfuerzo por hacer lo recto ante los ojos del Señor con la esperanza de un futuro mejor, los profetas establecieron una religión de fe que sometía la vida diaria del hombre a los imperativos de una ley moral divinamente ordenada. De esta manera, el judaísmo antiguo ayudó a crear el racionalismo moral de la civilización occidental.

## Lectura adicional
- Hans H. Gerth, Don Martindale (eds.), Max Weber. Ancient Judaism  Free Press, 1967, ISBN 0-02-934130-2
- Irving M. Zeitlin, Ancient Judaism: Biblical Criticism from Max Weber to the Present, Polity Press, 1986, ISBN 0-7456-0297-5
- Jacob Neusner. Max Weber revisited: Religion and society in ancient Judaism. Oxford Centre for Postgraduate Hebrew Studies, 1981.
- Efraim Shmueli, The "Pariah People" and its "Charismatic Leadership"—A Reevaluation of Max Weber's "Ancient Judaism", Proceedings of the American Academy of Jewish Research New York, 1968, 167-247.

- Datos: Q3223791